# Ферри, Лев Вячеславович
Лев Вячеславович Ферри (22 июля 1906 — 25 июля 1944) — советский генетик.

## Биография
Родился в 1906 году в городе Подольске Московской губернии в семье учителя Вячеслава Николаевича Ферри (1880—1941) и его жены Александры Николаевны урождённой Кедровой (1878—1951). Известен ответ Л. Н. Толстого на письмо от 27 декабря 1903 студента В. Н. Ферри с вопросом, как ему быть с обрядом венчания, отказ от которого тяжело мог бы отразиться на родителях его и его невесты.
Поступил в 1925 году в Московский государственный университет. Ученик генетика А. С. Серебровского. В феврале 1926 года принят в генетический коллоквиум С. С. Четверикова "СООР". Один из компании друзей (Б. Н. Сидоров, Л. В. Ферри, Н. И. Шапиро, В. П. Эфроимсон) младшего поколения генетиков, которых в шутку называли «аФерристы». В конце 1920-х, будучи студентом Московского университета (МГУ), изучал на Центральной генетической станции величину яиц дрозофилы, как возможную модель признаков сельскохозяйственных животных. Помогал А. С. Серебровскому в работе по определению размеров гена при помощи частот рекомбинации с соседними генами. В 1930 году — выпускник биологического отделения Физико-математического факультета МГУ. После окончания МГУ продолжал научные исследования в Зоотехническом институте.  В 1932 году работал в Институте экспериментальной биологии. Участвовал в исследованиях сложной структуры гена, в том числе изучал поведение аллелей scute после воздействия рентгеновских лучей. С 1932 года — научный сотрудник Института экспериментальной биологии, ассистент 2-го Московского государственного медицинского института.
29 декабря 1932 года был арестован по групповому делу скаутов, которое также неточно называют групповым делом В. П. Эфроимсона. «Дело №  1000/109» имело агентурное название «Мистики». По нему было арестовано несколько философов–любителей, организовавших кружок по изучению
идеалистической философии для подростков в рамках сходящего на нет движения скаутов. Всего по этому делу было арестовано 35 человек. В. П. Эфроимсон дважды посещал занятия этого кружка. Вместе с Эфроимсоном были арестованы ещё 4 биолога: П. Б. Гофман, Е. А. Кадошникова, А. С. Бобров и Л. В. Ферри. Дело Льва Вячеславовича Ферри содержит лишь один протокол допроса, в котором к "компромату" можно отнести лишь единственную фразу:  "Под влиянием обиды, за отвод меня от участия в Предметной комиссии отделения, в 1927 г. я перестал вести общественную работу". 10 мая 1933 года приговорён к 3 годам ссылки, отправлен в Сибирь, в село Колпашево Нарымского края.
Сначала работал энтомологом на малярийных станциях Окружного Здравотдела Нарымского округа Запсибкрая. В 1934 году женился на дочери профессора Томского индустриального института Надежде Николаевне Карташовой. Летом 1935 года просил помощи Помполита в переводе его с семьей в ближайший к железной дороге населённый пункт..
С 1937 года читал курс общей биологии в Томском государственном университете и тот же курс на кафедре биологии Томского мединститута. В мединституте занимал должность ассистента. Вёл исследования по прикладной энтомологии, в 1940 году защитил диссертацию «Анализ полиморфизма у самцов турухтанов».
Вдова Л. В. Ферри Надежда Карташова сообщала, что:

24 июля 1944 года Л. В. Ферри пригласили на «беседу» в один из кабинетов особого назначения. Несколько человек долгие часы стремились получить от него согласие сотрудничать с ними в роли доносчика. Наконец, они его сломили угрозами арестовать жену и малолетнюю дочку. Вернувшись домой Л. В. Ферри, рассказал о «беседе» своей жене, а на другой день покончил с собой. Жене он оставил записку: «Прости, если можешь. Тане передай, что ее отец был слабым человеком, но подлецом никогда не был».
По имеющимся сведениям Л. В. Ферри повесился.

## Семья
- Жена (с 1934) — Надежда Николаевна Ферри, урождённая Карташова (1907—1998), дочь Николая Ивановича Карташова (5.10.1867—24.04.1943) и Изабеллы Викентьевны урождённой Баранович (30.10.1875—1944)[7][8].
  - Дочь — Татьяна
- Сестра — Татьяна Вячеславовна Ферри (1905—1991), художница.

## Отзывы современников
В. П. Эфроимсон:

Я полагаю, что Ферри был самым талантливым из всех генетиков <…> нашего призыва. Он был учёным мирового ранга…

## В литературе
В романе Л. Е. Улицкой "Казус Кукоцкого" герой говорит:

– Мы теряем время. Мы теряем преимущество! В последние годы в Америке вышло несколько работ первостепенной важности. Альфред Стертевант на пути к объяснению возникновения новых генов! Где Кольцов? Где Четвериков? Завадовский! Вавилов! Гениальный Лев Ферри!

## Труды
- Шипова А. А., Ферри Л. В. 1931. Материалы по распространению Anopheles maculipennis в пределах Обь-Иртышского бассейна. Западная Сибирь // Труды Томского медицинского института. — Томск: ТМИ, 1931. — Т. 1. — С. 183—187.
- Popov, V. M., Ferri, L. V. Journal article: Medical Parasitology, 1936. — Vol.5 — No.4. — pp.506-509.
- Ферри Л. В. Анализ полиморфизма самцов турухтана Philomachus pugnax L. // Труды Томского государственного медицинского института. — Томск: ТМИ, 1939 — Т. V. — C. 232—275.
- Ферри Л. В. Изменения в эпителиальных клетках лягушки под влиянием фитонцидов. «Бактерициды растительного происхождения». — М., 1942.
- Токин Б. П., Коваленок А. В., Нелюбова Г. Е., Торопцев И. В., Ферри Л. В., Филатова А. Г. Бактерициды растительного происхождения: — М., 1942.
- Ferri, L. V. Contribution to the Epidemiology of Balantidiasis. Med Parasit and Parasitic Dis Moscow. 1942, Vol. 2. — pp. 108—112.
- Ферри Л. В. Влияние фитонцидов лука на кишечных паразитических простейших, «Фитонциды». — Томск, 1944.

### Рекомендуемые источники
- Неожиданная автобиография. К 100-летию со дня рождения В. П. Эфроимсона // Человек. 2008. № 4. С. 150—166 (письма дочери Т. Л. Ферри, биографическая справка, написанная вдовой Ферри Н. Н. Карташовой)